# Unión Europea y Mediterránea de Tiro con Arco
La World Archery Europe (WAE) o Tiro con Arco Mundial Europa, antes llamada Unión Europea y Mediterránea de Tiro con Arco (EMAU), es una de las cinco organizaciones continentales que componen la Federación Internacional de Tiro con Arco (FITA). Son miembros de la WAE las federacione nacionales de tiro con arco de los países europeos. Su objetivo principal es regular y organizar las competiciones de tiro con arco entre sus federaciones afiliadas.
Fue fundada el 17 de abril de 1988 en París por las federaciones nacionales de 19 países europeos. Tiene su sede actual en la ciudad de Roma (Italia). El presidente en funciones es, desde el año 2006, el italiano Mario Scarzella.
El 20 de mayo de 2012 en Ámsterdam se celebró el decimotercer congreso en el que se aprobó el cambio del anterior nombre de Unión Europea y Mediterránea de Tiro con Arco por el actual.

## Disciplinas
La WAE reconoce oficialmente como disciplinas del tiro con arco a las siguientes ocho especialidades:
- Tiro con arco sobre diana al aire libre
- Tiro con arco en sala
- Tiro con arco en campo
- Carrera con arco
- Tiro con arco al suelo
- Tiro con arco de larga distancia
- Tiro con arco 3D
- Esquí con arco

## Eventos
La WAE organiza anualmente muchas competiciones en cada una de sus disciplinas, entre las más importantes están las siguientes:
- Campeonato Europeo de Tiro con Arco al Aire Libre – organizado en los años pares
- Campeonato Europeo de Tiro con Arco en Sala – organizado en los años impares (a partir de 2011)

## Organización
La estructura jerárquica de la unión está conformada por el presidente, los vicepresidentes, el congreso y el consejo.

### Presidentes
| N.º | Periodo     | Nombre              | País     |
| --- | ----------- | ------------------- | -------- |
| 1   | 1988 – 1992 | François de Massary | Francia  |
| 2   | 1992 – 1999 | Gino Mattielli      | Italia   |
| 3   | 1999 – 2005 | Uğur Erdener        | Turquía  |
| 4   | 2005 – 2006 | Klaus Lindau        | Alemania |
| 5   | 2006 –      | Mario Scarzella     | Italia   |

### Federaciones nacionales
En 2016 la EMAU cuenta con la afiliación de 50 federaciones nacionales.
| N.º | País                 | Federación                                          | Página web                                           |
| --- | -------------------- | --------------------------------------------------- | ---------------------------------------------------- |
| 1   | Alemania             | Deutscher Schützenbund                              |                                                      |
| 2   | Armenia              | Federación Armenia de Tiro con Arco                 |                                                      |
| 3   | Austria              | Österreichischer Bogensportverband                  |                                                      |
| 4   | Azerbaiyán           | Federación Azerbaiyana de Tiro con Arco             |                                                      |
| 5   | Bélgica              | Fédération Royale Belge de Tir à l'Arc              |                                                      |
| 6   | Bielorrusia          | Federación Bielorrusa de Tiro con Arco              |                                                      |
| 7   | Bosnia y Herzegovina | Federación de Tiro con Arco de Bosnia y Herzegovina |                                                      |
| 8   | Bulgaria             | Federación Búlgara de Tiro con Arco                 |                                                      |
| 9   | Chipre               | Federación Chipriota de Tiro con Arco               |                                                      |
| 10  | Croacia              | Hrvatski streličarski savez                         |                                                      |
| 11  | Dinamarca            | Dansk Bueskytteforbund                              |                                                      |
| 12  | Eslovaquia           | Slovenský lukostrelecký zväz                        |                                                      |
| 13  | Eslovenia            | Lokostrelska zveza Slovenije                        |                                                      |
| 14  | España               | Real Federación Española de Tiro con Arco           |                                                      |
| 15  | Estonia              | Eesti Vibuliit                                      |                                                      |
| 16  | Islas Feroe          | Federación Feroesa de Tiro con Arco                 |                                                      |
| 17  | Finlandia            | Suomen Jousiampujain Liitto                         |                                                      |
| 18  | Francia              | Fédération Française de Tir à l’Arc                 |                                                      |
| 19  | Georgia              | Federación Georgiana de Tiro con Arco               |                                                      |
| 20  | Grecia               | Federación Helénica de Tiro con Arco                |                                                      |
| 21  | Hungría              | Magyar Íjász Szövetség                              |                                                      |
| 22  | Irlanda              | Cycling Ireland                                     |                                                      |
| 23  | Islandia             | Federación Islandesa de Tiro con Arco               |                                                      |
| 24  | Israel               | Asociación Israelita de Tiro con Arco               |                                                      |
| 25  | Italia               | Federazione Italiana di Tiro con l'Arco             |                                                      |
| 26  | Letonia              | Latvijas Loka Šaušana Federācija                    |                                                      |
| 27  | Liechtenstein        | Liechtensteiner Bogenschützenverband                |                                                      |
| 28  | Lituania             | Lietuvos lankininkų federacija                      |                                                      |
| 29  | Luxemburgo           | Fédération Luxembourgeoise de Tir à l'Arc           |                                                      |
| 30  | Macedonia del Norte  | Federación de Tiro con Arco de Macedonia            |                                                      |
| 31  | Malta                | Asociación Maltesa de Tiro con Arco                 |                                                      |
| 32  | Moldavia             | Federación Moldava de Tiro con Arco                 |                                                      |
| 33  | Mónaco               | Fédération Monégasque de Tir                        |                                                      |
| 34  | Montenegro           | Asociación de Tiro con Arco de Montenegro           |                                                      |
| 35  | Noruega              | Norges Bueskytterforbund                            |                                                      |
| 36  | Países Bajos         | Nederlandse Handboog Bond                           |                                                      |
| 37  | Polonia              | Polski Związek Łuczniczy                            |                                                      |
| 38  | Portugal             | Federação Portuguesa de Tiro com Arco               |                                                      |
| 39  | Reino Unido          | Archery Great Britain                               | Archivado el 19 de marzo de 2011 en Wayback Machine. |
| 40  | República Checa      | Český lukostřelecký svaz                            |                                                      |
| 41  | Rumania              | Federaţia Română de Tir cu Arcul                    |                                                      |
| 42  | Rusia                | Federación Rusa de Tiro con Arco                    |                                                      |
| 43  | San Marino           | Federazione Sammarinese Tiro con l'Arco             |                                                      |
| 44  | Serbia               | Streličarski savez Srbija                           |                                                      |
| 45  | Suecia               | Svenska Bågskytteförbundet                          |                                                      |
| 46  | Suiza                | Asociación Suiza de Tiro con Arco                   |                                                      |
| 47  | Turquía              | Türkiye Okçuluk Federasyonu                         |                                                      |
| 48  | Ucrania              | Federación Ucraniana de Tiro con Arco               |                                                      |